# Tone Norum
Tone Monika Norum (nacida el 18 de septiembre de 1965 en Vardø,
Noruega) es una cantante sueca de origen noruego de música pop. Norum ganó popularidad entre los años 1980 y 1990, incluyendo algunos éxitos en listas de Suecia. Ella es la hermana menor de John Norum, el guitarrista de Europe.

## Biografía
Tone Norum nació en Vardø, al norte de Noruega, en 1965. Ella se trasladó desde su niñez junto a su familia a Estocolmo, Suecia por razones económicas. En ese país siuió los pasos de su hermano mayor, John, en el mundo de la música.
Su álbum debut, One of a Kind, fue lanzado en 1986. Fue escrito y producido por el vocalista y líder de Europe Joey Tempest, que presentó como invitados a los miembros de Europe John Norum , Ian Haugland y Mic Michaeli, e incluía éxitos como "Stranded" y "Can't You Stay?".
Su segundo álbum, This Time, apareció con otro éxito, el dúo "Allt som jag känner" con Tommy Nilsson. Incluyó una aparición de Yngwie Malmsteen en la canción "Point of no Return ". 
Su álbum de 1990 Red fue producido por su entonces marido, músico y productor Max Lorentz.
En 1992, Norum tuvo éxito con "Don't Turn Around"Fue un cover de una canciónn de Tina Turner.
Su último álbum fue Stepping Out (1996), con el cual se retiró del medio musical por un tiempo para dedicarse a su vida familiar.
Anteriormente estuvo casada con Lorenz, pero desde enero de 2007 se casó con Magnus Andersson, con quien tiene dos hijos. Ella reside en Nyköping, Suecia.
Tone Norum apareció el 9 de agosto de 2008 en el canal local TV4 Nyhetsmorgon para promover sus dos nuevos álbumes, uno de bajo perfil con versiones de canciones clásicas de Suecia y otro con material compuesto por melodías en inglés. 
Su nuevo estilo se define como "una mezcla entre la música tradicional irlandesa y la música country".
La última aparición de Tone Norum fue en el álbum tributo al cantante sueco Alf Robertson Till Alf Robertson Med Kärlek (2011) con la canción "Om Du Har Ett Hjärta".

## Discografía

### Álbumes
- One of a Kind (1986)
- This Time (1988)
- Red (1990)
- Don't Turn Around (1992)
- Stepping Out (1996)

### Sencillos
- Can't You Stay - 1985
- Give A Helpin' Hand - 1985
- Stranded - 1986
- Built On Dreams - 1986
- Allt Som Jag Känner/My Summer With You (dúo con Tommy Nilsson - 1987
- Love Me - 1988
- Point Of No Return - 1988
- This Time - 1988
- Running Against The Wind - 1988
- Ett Annat Hav - 1989
- How Does It Feel? - 1990
- Ordinary Girl - 1990
- 10 Times Out Of 1 (dúo con Mikael Rickfors)- 1990
- Who Needs A Broken Heart - 1992
- Don't Turn Around - 1992
- Still In Love - 1992
- You Ain't Going Nowhere - 1996
- Stepping Out/Under a Lucky Sign - 1996
- Trust Me - 1996
- To Be Your Man/med Peter & The Chiefs - 1998
- When Love Says Goodbye (con Jonas Otter) - 2007
- Om Du Har Ett Hjärta * en el álbum Till Alf Robertson Med Kärlek (Varios artistas) - 2011